# Panadura
Panadura (syng. පානදුර, tamil. பாணந்துறை) – miasto w Sri Lance, w prowincji Zachodnia.